# Einar Tegen
Karl Einar Zakarias Tegen, född 4 juni 1884 i Gryta församling, Uppsala län, död 11 januari 1965, var en svensk filosof och sociolog. Han gifte sig 1915 med Gunhild Nordling och var far till Martin Tegen.
Einar Tegen blev filosofie kandidat vid Uppsala universitet 1911, filosofie licentiat 1916 och filosofie doktor 1918, därefter docent i teoretisk filosofi. Han var 1931-1937 professor i praktisk filosofi vid Lunds universitet och 1937-1951 vid Stockholms högskola. Åren 1940-1942 bedrev han socialpsykologiska studier i USA och 1949-1952 var han examinator i sociologi. Åren 1949-1951 var han ordförande i UNESCO Sozialforschung in Deutschland.
Han var 1927-1931 ordförande i filosofiska föreningen i Uppsala, från 1932 ledamot av Humanistiska vetenskapssamfundet i Lund, 1933-1935 ordförande i filosofiska föreningen i Lund, 1943-1951 ordförande i filosofi- och psykologilärarnas förening, 1943-1946 ordförande i sällskapet Sverige-Sovjetunionen, 1943-1951 ordförande i Samarbetskommittén för demokratiskt uppbyggnadsarbete (SDU). Enligt sin självbiografi tog han efter 1946 kraftigt avstånd från Sovjetunionen, efter att ha upptäckt dess "rätta karaktär".
Under 1930- och 40-talen var Tegen även aktiv i flyktinghjälporganisationerna Insamlingen för landsflyktiga intellektuella samt Stockholms Centralkommitté för Flyktinghjälp. Som ordförande för den senare undertecknade Tegen 1938 en petition adresserad till socialminister Gustav Möller i vilken han krävde en mer generös flyktingpolitik.

## Skrifter
- Studier till uppkomsten av Kants kritiska kunskapslära I (doktorsavhandling, 1918)
- Är en transcendental deduktion av religionen möjlig? (1922-1923)
- Moderne Willenstheorien, Eine Darstellung und Kritik (1924-1928)
- En svensk historiefilosof och hans mästare (1925)
- I filosofiska frågor (1927)
- Viljandet i dess förhållande till jaget och aktiviteten (1928)
- De personliga värdena hos Meinong (1935)
- The basic problem in the theory of value (1944)
- Den demokratiska uppfostrans mål (1945)
- De dödsdömda vittna : enquêtesvar och intervjuer / utgivna av Gunhild och Einar Tegen. Stockholm: Wahlström & Widstrand. 1945. Libris 239903
- Filosofi och sociologi (1949)
- Amerikansk psykologi (1949)